# Gueorgui Piatakov
Gueorgui Leonidovitch Piatakov (en russe : Георгий Леонидович Пятаков), dit Kievski, Iouri, Lialine, Petro, Yaponets, né le 6 août 1890 à Kiev et mort fusillé le 30 janvier 1937 à Moscou, est un bolchévik, administrateur et organisateur de l'industrie soviétique.

## Biographie

### Premières années
Issu d’une riche famille ukrainienne (d’où son pseudonyme de « Kievski ») qui a fait fortune dans la production sucrière, Piatakov entre en politique dans les rangs anarchistes dès 1907 pour rejoindre ensuite le Parti ouvrier social-démocrate de Russie (POSDR) en 1910.
Arrêté en 1912, déporté dans la région d'Irkoutsk, il s’évade comme beaucoup d’autres et après un séjour au Japon et un très long périple, réussit à se réfugier en Suisse. Il participe en  mars 1915, à Berne, à la Conférence des sections à l'étranger du POSDR où il s'oppose à Lénine sur la question des nationalités. Ce conflit le pousse à prendre ses distances, ce qui le conduit l'année suivante en Scandinavie, en Suède puis en Norvège.

### Le leader de l'Ukraine bolchévique
Rentré en Russie en 1917, il devient en juillet de l'année suivante commissaire du peuple pour la ville de Kiev, responsabilité qui s’étend bientôt à toute l’Ukraine. Pendant la guerre civile, il montre ses talents d’organisateur et un réel courage physique : arrêté par les « Blancs », il est sauvé in extremis devant le peloton d’exécution par les gardes rouges qui reprennent la ville. À cette époque, de décembre 1917 à novembre 1918, Piatakov assure les responsabilités de commissaire en chef de la Banque de Russie, fonction qu'il retrouvera dix ans plus tard en pleine phase d'industrialisation du pays. En janvier 1919, jugé trop à gauche, Piatakov est remplacé au poste de président du gouvernement des travailleurs et paysans d'Ukraine par le bulgare Christian Rakovski.
Pendant les années de guerre civile et la période dite du « communisme de guerre », il est proche de Nikolaï Boukharine et des communistes de gauche, s’opposant à Lénine et à Trotski notamment sur la signature du traité de Brest-Litovsk. Bien qu’il appartienne à la jeune génération bolchévique (il a 20 ans de moins que Lénine), ses talents d’organisateur en font un responsable prometteur, ce qui explique sans doute la citation dont il bénéficie dans le Testament de Lénine à la fin de 1922.

### Un opposant au système bureaucratique
À partir du retrait de la vie politique de Lénine dû à la maladie, la carrière de Piatakov prend une double orientation : consécration officielle avec son entrée au Comité central en 1923 et surtout opposition contre le cours bureaucratique pris, selon lui, par la Révolution bolchévique. Dès cet instant, il n'hésite pas à jouer un rôle de porte-parole des opposants. Il signe la plateforme adressée par 46 membres éminents du Parti à la direction, et s’engage dans le combat pour un Cours nouveau avec Trotski. En effet, après une habile sollicitation de celui-ci, Piatakov rejoint peu à peu les rangs d'une Opposition unifiée tout entière liguée contre le GenSek, le secrétaire général du Comité central du Parti communiste, Joseph Staline.
L'emprise de ce dernier sur le Parti rend périlleuse la stratégie de Piatakov, lequel en quelques années, comme tous ses alliés, perd une à une ses positions politiques officielles. Très isolé, il est ainsi exclu du Parti en 1927, prélude au renoncement à toute activité d'opposant l'année suivante. Cette « capitulation » (selon les termes de l’époque) lui permet de retrouver des postes de responsabilité, notamment au commissariat à l’industrie lourde, où il seconde avec brio Sergo Ordjonikidze. Ces succès lui valent d'être réélu au Comité central en 1930 et 1934.
Toutefois, Piatakov renoue peu à peu, durant l'année 1931, avec le militantisme trotskiste. À partir de ce moment, il devient le "dirigeant" de la cellule trotskiste en URSS, aux côtés de Karl Radek.

### Le procès Piatakov
Dès cette dernière année, l’assassinat de Sergueï Kirov et la grande période de répression qui s’ensuivit mettent en danger tous les opposants ou ex-opposants, même repentis, qui se retrouvent exposés à la rancune de Staline. Piatakov, arrêté le 12 septembre 1936, est le principal accusé du second procès de Moscou de janvier 1937, dit du Centre antisoviétique trotskiste de réserve, parfois appelé « procès Piatakov » dans lequel, outre le soutien aux opposants alors à l'étranger, est reproché un complot politique mené avec l'Allemagne nazie visant la destruction de l'Union soviétique.
Dans ce procès, au centre duquel se trouvent donc, sans être physiquement présentes, les personnalités de Trotski et du fils de celui-ci Lev Sedov, l'ancien bras droit d'Ordjonikidze se retrouve en compagnie de Karl Radek, Grigori Sokolnikov, Nikolai Mouralov, Mikhaïl Bogouslavski, Léonid Serebriakov et d'autres compagnons de second plan, la plupart responsables du secteur industriel. Ces derniers se sont moins rebellés que les accusés du premier procès de 1936, à l'inverse de Piatakov et de Radek qui refuseront avec entêtement certaines des charges retenues contre eux tout en acceptant certaines accusations, avec une fortune variable puisque si le premier est condamné à mort, le second est  condamné à une peine de prison.
Piatakov est condamné à mort et fusillé le 30 janvier 1937.
Le débat subsiste au sein de l'historiographie communiste. Léon Trotsky et ses défenseurs, comme l'historien et militant trotskiste Pierre Broué, affirment l'inexistence des preuves présentées par le ministère public soviétique (défendu par Andreï Vychinski) et les faux-témoignages amenés par les accusés. Toutefois, une enquête menée par les journalistes Daniele Burgio, Massimo Leoni et Roberto Sidoli présente une « troisième version » de l'affaire, ni trotskiste ni stalinienne, qui affirme la réalité du militantisme anti-stalinien de Piatakov après 1931, de sa rencontre avec Trotsky en Norvège durant l'hiver 1935 et la réalité de certaines accusations portées contre lui, tout en niant la qualification portée par les Procès de Moscou où Piatakov et Trotsky sont considérés comme les « laquais » d'Hitler et du Troisième Reich.

## Citations
- Lénine, le 25 décembre 1922, dans son « testament », considère Piatakov comme un des « six héritiers ». Il indique « Des membres plus jeunes du Comité central, je dirai quelques mots de Boukharine et de Piatakov. Ils sont, à mon avis, les plus capables et à leur sujet il est nécessaire d’avoir présent à l’esprit ceci : Boukharine n’est pas seulement le plus précieux et le plus fort théoricien du Parti, mais il peut légitimement être considéré comme le camarade le plus aimé de tout le Parti ; mais ses conceptions théoriques ne peuvent être considérées comme vraiment marxistes qu’avec le plus grand doute, car il y a en lui quelque chose de scolastique (il n’a jamais appris et, je pense, n’a jamais compris pleinement la dialectique). Et maintenant Piatakov – un homme qui, incontestablement, se distingue par la volonté et d’exceptionnelles capacités, mais trop attaché au côté administratif des choses pour qu’on puisse s’en remettre à lui dans une question politique importante. Il va de soi que ces deux remarques ne sont faites par moi qu’en considération du moment présent et en supposant que ces travailleurs capables et loyaux ne puissent par la suite compléter leurs connaissances et corriger leur étroitesse. »

- Trotski dans Ma vie écrit en 1930 : « À l'opposition militaire appartenait, par exemple, Piatakov, qui est actuellement directeur de la Banque d'État. En général, il était de n'importe quelle opposition, et toujours pour finir en fonctionnaire. Il y a trois ou quatre ans, lorsque Piatakov appartenait encore avec moi à un certain groupe, je prédis, par plaisanterie, qu'en cas de coup d'État bonapartiste, il prendrait, dès le lendemain, son portefeuille et se rendrait à la chancellerie. Maintenant, je dois ajouter, plus sérieusement, que si cela ne se produit pas ce sera uniquement parce qu'il n'y a pas de coup d'État bonapartiste ; en d'autres termes, ce ne sera nullement la faute de Piatakov. En Ukraine, Piatakov eut une influence considérable et non par hasard ; c'est un marxiste assez instruit, surtout dans le domaine économique, et c'est incontestablement un administrateur, qui a des réserves de volonté. Dans les premières années, Piatakov avait aussi de l'énergie révolutionnaire, une énergie qui, cependant, a rapidement dégénéré en conservatisme bureaucratique. Pour combattre les idées à demi anarchistes de Piatakov concernant l'organisation de l'armée, j'employai le procédé suivant : je lui confiai immédiatement un poste responsable, ce qui le forçait de passer de la parole aux actes. Le procédé n'est pas nouveau, mais il est irremplaçable en bien des cas. Le sens de l'administration lui suggéra bientôt d'employer les méthodes contre lesquelles il avait guerroyé en paroles. »